# Нижнее (Борынская поселковая община)
Нижнее (укр. Нижнє) — село в Борынской поселковой общине Самборского района Львовской области Украины.
Население по переписи 2001 года составляло 547 человек. Занимает площадь 1,2 км². Почтовый индекс — 82535. Телефонный код — 3269.

## История
В 1946 г. указом ПВС УССР село Ботелка Нижняя переименовано в Нижнее.